# Pengsoo
Pengsoo (en coreano: 펭수, Pengsu) es un personaje que aparece en el canal de YouTube Giant Peng TV, manejado por Educational Broadcasting System. También es un cantante el cual debutó el 20 de abril de 2020 con el sencillo "This Is Pengsoo", una colaboración con Tiger JK, Bizzy y BIBI.
Pengsoo fue invitado al Ministerio de Asuntos Exteriores y conoció a la ministra Kang Kyung-hwa el 6 de noviembre de 2019 para promocionar una cumbre especial entre Corea del Sur y la Asociación de Naciones del Sudeste Asiático. También participó de una lectura especial del Suneung por parte de EBS.
El 29 de enero de 2020, Giant Peng TV (자이언트 펭TV) llegó a los 2 millones de suscriptores.

## Historia
Pengsoo apareció por primera vez en Giant Peng TV en marzo de 2019, en un capítulo centrado en la escuela primaria. Sin embargo, al principio no gozó de éxito, teniendo tan solo 37 subscriptores para mayo del mismo año.
No obstante, su personalidad fuerte y honesta provocó que no solo los niños sino también los adultos empiecen a disfrutar del programa, provocando un gran aumento en la popularidad, siendo particularmente exitoso entre trabajadores de oficina.
Para el 11 de noviembre de 2019, el canal de YouTube superó los 500.000 suscriptores. El 13 de noviembre de 2019, se lanzaron emoticones de Pengsoo en la aplicación KakaoTalk y el 16 de noviembre apareció como invitado en Knowing Bros de JTBC. También ha aparecido en la edición de diciembre de la revista Nylon y colaboró con el director Hu Jin-ho para un episodio con el motivo de la película Forbidden Dream.
El 27 de noviembre, llegó al millón de suscriptores en su canal de YouTube. El 4 de diciembre, Incrout seleccionó a Pengsoo como la "Persona del año" en el sector de entretenimiento y radiodifusión, a través de una encuesta en la que consiguió el 20,9% de los votos, derrotando a artistas como Son Ga-in y BTS.
El 6 de diciembre de 2020, realizó su primer anuncio, de la mano de Korea Ginseng Corporation, el cual fue filmado en el edificio de EBS. El 1 de enero de 2020, tocó las campanas de Nochevieja en Bosingak. El 5 de enero asistió a la ceremonia de los Golden Disk Awards donde fue el presentador del grupo BTS.
El 26 de enero de 2020, apareció en The Return of Superman donde cuidó a los niños del elenco. El 29 de enero alcanzó los 2 millones de subscriptores en YouTube. Ha aparecido en conferencias especiales y libros con motivo de los exámenes de aptitud académica universitaria.
En marzo de 2020, Pengsoo realizó un anuncio para Dongwon Tuna junto con Naeun de Apink. Google nombró a esta publicidad como la más vista en Corea del Sur de 2020, de acuerdo a sus reproducciones en YouTube.
El 21 de abril de 2020, lanzó su primer sencillo digital, This Is Pengsoo, como parte del  "Billboard Project Vol. 1". La canción contó con la participación especial de Tiger JK, Bizzy y BIBI. La canción fue presentada en You Heeyeol's Sketchbook el 1 de mayo. Las ganancias obtenidas son dirigidas a organizaciones benéficas ambientales, conmemorando el Día Mundial del Pingüino.
El 23 de octubre, Pengsoo lanzó un video en su canal de YouTube con la cantante Su-hyun del dúo AKMU. En él, interpretaron la nueva canción de la artista, Alien, así como también Little Star de AKMU.
El 11 de diciembre, Pengsoo lanzó su segundo sencillo digital, Christmas Returns, un villancico en colaboración con Kim Tae-woo (g.o.d.), Park Jin-joo y Yoon Sang. La canción fue presentada en Knowing Bros el 21 de diciembre.
El 26 de febrero de 2021, Sunmi apareció en GiantPengTV como "aprendiz" de Pengsoo. En el episodio, ambos hicieron una presentación del último sencillo lanzado por Sunmi, TAIL. Al final del capítulo, Sunmi invita a otros cantantes a unirse a EBS, formando una cadena de "aprendices". El 15 de marzo, Pengsoo lanzó un video en colaboración con Brave Girls, quienes se encontraban promocionando Rollin'  tras su repentino éxito. El 2 de mayo, Junho de 2PM apareció como aprendiz de Pengsoo. Ambos interpretaron el sencillo de 2PM My House, lanzado en 2015. A final del episodio, Junho le susurra a Pengsoo la fecha del regreso de 2PM, contándole que "podría ser antes [de julio y agosto]".

## Carácter
Pengsoo juega el papel de un antihéroe. Rompe normas sociales en Corea y contrasta con otro personaje famoso de EBS, Pororo el pequeño pingüino, que tiene una personalidad más tranquila.

## Popularidad
El aumento de popularidad de Pengsoo se debe principalmente a su carácter único. Se describe como un personaje rudo, contestador y descarado.

## Influencia
Pengsoo fue elegido como el "Animal del año 2020". Es uno de los pingüinos más influyentes de Corea del Sur y participó en varios comerciales de TV y anuncios públicos de ánimo a la sociedad durante la pandemia de COVID-19
- Pengsoo animando contra el COVID-19
- Pengsoo enseñando la manera correcta de lavarse las manos
- Pengsoo animando a votar

En 2019, Pengsoo derrotó a BTS y se convirtió en la "Persona del Año" en Corea del Sur.

## Mercancía
Debido a la popularidad de Pengsoo, los consumidores le pidieron a EBS que fabricara y vendiera mercancía oficial de Pengsoo. EBS lanzó calendarios, pijamas, tazas, diarios y prendas con motivos de Pengsoo.

## Anuncios
| Empresa                                    | Título/Nombre del producto                                                                 | Año  | Video |
| ------------------------------------------ | ------------------------------------------------------------------------------------------ | ---- | ----- |
| Korea Ginseng Corporation                  | Extracto de ginseng rojo                                                                   | 2020 |       |
| Dongwon F&B                                | Atún                                                                                       | 2020 |       |
| LG Household & Health Care                 | Cosméticos Aura                                                                            | 2020 |       |
| Binggrae                                   | Melona Waffle                                                                              | 2020 |       |
| Coca-Cola                                  | Minute Maid                                                                                | 2020 |       |
| Kwangdong Pharmaceutical                   | Vita 500                                                                                   | 2020 |       |
| Consejo de Publicidad del Servicio Público | "Mi primera elección" (Anuncio sobre las Elecciones legislativas de Corea del Sur de 2020) | 2020 |       |
| Jeju Air                                   | Promoción de la aerolínea                                                                  | 2020 |       |
| 카트라이더 러쉬플러스                      | junto a Park Ho-san                                                                        | 2020 |       |

## Discografía

### Como artista principal
| Título                                                                                    | Año  | Posicionamiento en listas | Álbum                    |
| Título                                                                                    | Año  | KOR                       | Álbum                    |
| ----------------------------------------------------------------------------------------- | ---- | ------------------------- | ------------------------ |
| "This Is Pengsoo" (펭수로 하겠습니다) con Tiger JK, Bizzy, BIBI                           | 2020 | 54                        | Billboard Project Vol. 1 |
| "Christmas Returns" (크리스마스 리턴즈) con Kim Tae-woo (g.o.d.), Park Jin-joo, Yoon Sang | 2020 | 152                       | Sencillo sin álbum       |